# Vitalius longisternalis
Vitalius longisternalis é uma espécie de aranha pertencente à família Theraphosidae (tarântulas).